# Суворов, Антон Дмитриевич
Антон Дмитриевич Суворов (род. 29 января 1973) — российский экономист, ректор Российской экономической школы. Сфера научных интересов — поведенческая и экспериментальная экономика, теория контрактов, теория отраслевых рынков.

## Биография
Антон Суворов — выпускник московской школы №57, РЭШ и механико-математического факультета МГУ им. М. В. Ломоносова, кандидат физико-математических наук. С 1994 по 1998 преподавал математику в московской школе № 57. В 1999 году окончил РЭШ, в 2005 году получил степень PhD по экономике в Университете Тулуза 1 Капитолий. В 2004 Антон Суворов стал профессором РЭШ и ведущим экономистом Центра экономических и финансовых исследований и разработок (ЦЭФИР) РЭШ. С 2012 года преподаёт в НИУ ВШЭ, в разные годы был академическим директором различных образовательных программ, в 2014 году получил в НИУ ВШЭ постоянную профессорскую позицию. В 2016 году стал лауреатом Гайдаровской премии для молодых экономистов. С 2022 года является ректором РЭШ.

## Публикации

### Статьи
- «Doing bad to look good: Negative consequences of image concerns on prosocial behavior» (2019) (совместно с Ivan Soraperra, Jeroen van de Ven и Marie Claire Villeval), Revue économique, 70 (6): 945-966.
- «Agency problem and ownership structure: Outside blockholder as a signal» (2015) (совместно с Сергеем Степановым), Journal of Economic Behavior & Organization, 133: 87-107.
- «Self-rewards and personal motivation» (2014) (совместно с Alexander K. Koch, Julia Nafziger и Jeroen van de Ven), Review of Economic Studies, 83(3): 932—968.
- «Addiction to Rewards» (2013), SSRN.
- «Bad News: An Experimental Study on the Informational Effects of Rewards» (2015), (совместно с Andrei Bremzen, Elena Khokhlova и Jeroen van de Ven), Review of Economics and Statistics, 97 (1): 55–70.
- «Why Less Informed Managers May Be Better Leaders» (2010) (совместно с Сергеем Гуриевым), SSRN.
- «Discretionary rewards as a feedback mechanism» (2009) (совместно с Jeroen van de Ven), Games and Economic Behavior, 67 (2): 665-681.